# Ariana-Suelen Rivoire
Ariana-Suelen Rivoire (* 5. März 1995 in Frankreich) ist eine französische Schauspielerin.

## Wirken
Rivoire wurde gehörlos geboren und wuchs mit ihren Eltern in Frankreich auf, mit denen sie sich zuerst über Gesten, ab dem Kindesalter durch die Gebärdensprache verständigte. Nach ihrer Schulausbildung begann sie eine Laufbahn als Schauspielerin. 2014 feierte Rivoire ihr Filmdebüt als taubblinde Marie Heurtin in Jean-Pierre Améris Filmbiografie Die Sprache des Herzens, worauf kleinere Engagements in einer Fernsehserie sowie in einem Kurzfilm folgten. Im November 2014 kürte die Académie des Arts et Techniques du Cinéma Rivoire unter die 16 besten Nachwuchsschauspielerinnen Frankreichs. 2022 stand sie für Améris französische Komödie Les Folies fermières vor der Kamera.

## Nominierungen
- 2014: Nachwuchsschauspielerin (Académie des Arts et Techniques du Cinéma)

## Filmografie (Auswahl)
- 2014: Die Sprache des Herzens
- 2016: Cherif
- 2017: Bleu-Gris
- 2022: Les Folies Fermières